# Lorenz Schindelholz
Lorenz Schindelholz, född den 23 juli 1966 i Herbetswil, Schweiz, är en schweizisk bobåkare.
Han tog OS-brons i herrarnas fyrmanna i samband med de olympiska bobtävlingarna 1992 i Albertville.